# Le Chiffre
Le Chiffre  (franska för "siffran") är Bondskurken i Ian Flemings bok Casino Royale, samt i tre filmade versioner av samma historia.
De tre filmade versionerna är:
- Casino Royale (1954) spelades av Peter Lorre.
- Casino Royale (1967) spelades av Orson Welles.
- Casino Royale (2006) spelades av Mads Mikkelsen.

## Bokens Le Chiffre
Bokens Le Chiffre är agent för SMERSH, och försöker återskaffa pengar som han tidigare förlorat genom att spela på ett kasino. Bond kallas in för att hindra honom. När Bond lyckas, torterar Le Chiffre honom för att få reda på var Bond gömt pengarna. Le Chiffre dödas senare av sina egna.